# آدلاید گی
آدلاید گی (انگلیسی: Adelaide Gay؛ زادهٔ ۳ نوامبر ۱۹۸۹) بازیکن فوتبال اهل ایالات متحده آمریکا است.
از باشگاه‌هایی که در آن بازی کرده‌است می‌توان به واشینگتن اسپیریت، باشگاه فوتبال رین، و باشگاه فوتبال پورتلند تورنز اشاره کرد.